# Organización Marroquí de Derechos Humanos
La Organización Marroquí de Derechos Humanos (en francés: Organisation marocaine des droits humains, OMDH) es una asociación marroquí creada el 12 de enero de 1989 y reconocida de interés público el 24 de abril de 1990. Forma parte de la Red Euromediterránea de Derechos Humanos desde 1997.

## Historia
La OMDH fue fundada en 1989 por un numeroso grupo de activistas y defensores de los derechos humanos en Marruecos, persuadidos de la importancia y de la necesidad de fundar una organización no partidista a favor de la paz, la no violencia y la lucha por los derechos humanos. Uno de los textos más influyentes para sus fundadores fue el artículo publicado por el socialista Abderramán Yusufi tras la reunión de expertos organizada por la UNESCO en 1981 y titulado Violations des droits de l'homme: quel recours, quelle résistance? ("Violación de los derechos humanos: ¿qué recursos?, ¿qué resistencias?"). 

## Fundadores
- Abderramán Yusufi
- Mahdi Elmandjra
- Omar Azziman
- Khalid Naciri
- Amina Bouayach

## Presidentes
- Mahdi Elmandjra
- Omar Azziman
- Khalid Naciri (1989-1990)
- Amina Bouayach (2006-2012)
- Aziz Rhali (2022)